# USS Hammann (DD-412)
USS Hammann (DD-412) byl americký torpédoborec třídy Sims. Byl postaven v letech 1938–1939 v loděnici Federal Shipbuilding and Drydock Company v Kearny v New Jersey. Po vstupu USA do druhé světové války byl torpédoborec přesunut do Pacifiku.
Zde Hammann v květnu 1942 bojoval v bitvě v Korálovém moři a byl jednou z lodí, která na palubu převzala posádku potopené letadlové lodi USS Lexington. V červnu 1942 se torpédoborec účastnil i bitvy u Midway v jejíž závěrečné fázi byl součástí doprovodu poškozené letadlové lodi USS Yorktown. Zde ho zasáhlo a potopilo jedno ze čtyř torpéd, které na Yorktown dne 6. června 1942 vypálila japonská ponorka I-168. Loď se potopila během několika minut s těžkými ztrátami na životech osádky.